# Venezuelabukten
Venezuelabukten (spanska: Golfo de Coquivacoa) är en bukt eller havsvik i Venezuela vid Sydamerikas norra kust mot Karibiska havet. Bukten sträcker sig omkring 240 kilometer från öst till väst och 120 kilometer från norr till söder. Bukten gränsar mot de Venezuelanska delstaterna Falcón och Zulia och förbinds med Maracaibosjön i söder via ett 54 kilometer långt sund. I öster avgränsas bukten av halvön Paraguaná och i väster av Guajirahalvön.
Venezuelabuktens största betydelse idag är förmodligen som transportsträcka mellan Maracaibosjön och Karibiska havet för de fartyg som för olja från Venezuelas stora oljefyndigheter ut på världsmarknaden. Bukten upptäcktes av européer för första gången 1499 då Alonso de Ojeda tillsammans med Amerigo Vespucci utforskade Venezuelas kust. 
Utanför Venezuelabukten ligger de västligaste öarna i ögruppen Små Antillerna, vilka fram till 2010 ingick i Nederländska Antillerna. Punto Fijo och Coro är de största städer på Coquivacoabuktens kuster.